# Discomedusa lobata
Discomedusa lobata is een schijfkwal uit de familie Ulmaridae. De kwal komt uit het geslacht Discomedusa. Discomedusa lobata werd in 1877 voor het eerst wetenschappelijk beschreven door Claus. 